# Phân cá voi

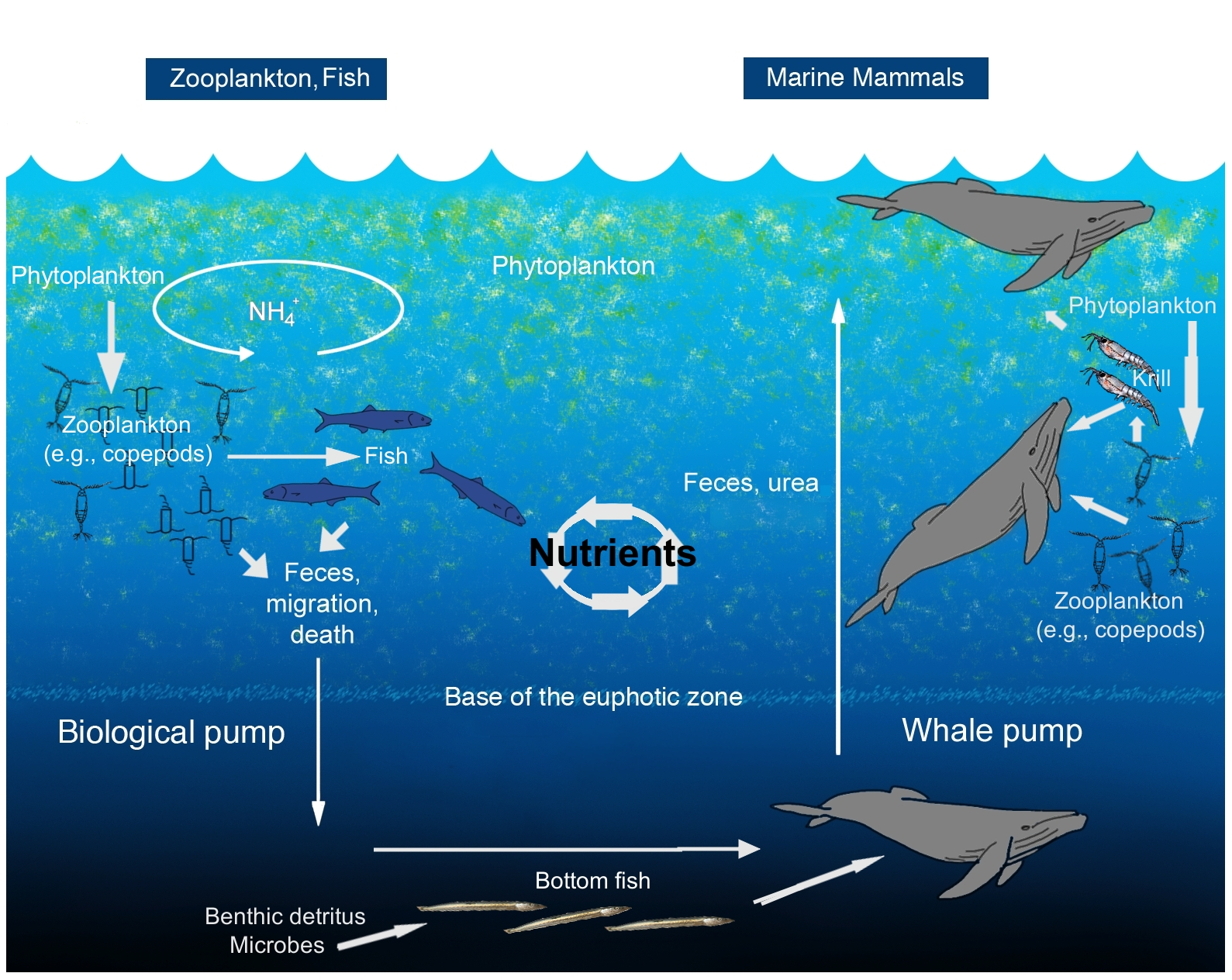
Vai trò của phân cá voi trong việc tái chế chất dinh dưỡng trong đại dương

Phân cá voi có một vai trò quan trọng trong hệ sinh thái của đại dương, và cá voi được coi là "kỹ sư hệ sinh thái biển". Nitơ do các loài cá voi thải ra và chelate sắt là một lợi ích đáng kể cho chuỗi thức ăn biển ngoài việc cô lập carbon trong thời gian dài. Phân cá voi có thể cung cấp thông tin về một số khía cạnh sức khỏe, lịch sử tự nhiên và sinh thái của động vật hoặc nhóm vì nó chứa DNA, hormone, chất độc và các hóa chất khác.
Ngoài phân, hệ thống tiêu hóa của cá nhà táng tạo ra long diên hương, một chất rắn, như sáp, dễ cháy có màu xám hoặc hơi đen có thể được tìm thấy trôi nổi trên biển hoặc dạt vào bờ biển.

## Mô tả
Bản mẫu:Chu trình cacbon
Cá voi bài tiết những chùm phân lỏng có bản chất dưới dạng bông, bao gồm "sự kết hợp lỏng lẻo của các hạt, có bản chất sợi như lông tơ. Phân có thể chứa các vật cứng không tiêu hóa được chẳng hạn như mai của mực ống. 
Phân có thể tống ra dưới nước nhưng nổi lên mặt nước cho đến khi phân rã. Chứng đầy hơi đã được ghi nhận ở cá voi.
Phân của cá voi ăn nhuyễn thể có màu đỏ vì tôm he rất giàu sắt.